# تلفزيون بربر
تلفزيون بربر هو قناة تلفزيونية جزائرية يبث برامجه باللغتين الأمازيغية والفرنسية. ترددها 10873-27500-افقي -نايل سات

## تاريخ القناة
انطلق تلفزيون بربر في شهر جانفي من عام 2000 تحت اسم راديو وتلفزيون بربر، حيث جاءت هذه القناة التلفزيونية لتعرف بعالم البربر والانفتاح على ثقافته، أصبحت القناة تبث بشكل مستمر 24/24 ساعة ابتداء من عام 2004. طرحت القناة بإنتاج مشترك فيلم «التل المنسي». ومع إطلاق باقة بربر في 25 نوفمبر 2008، أعطى تلفزيون بربر لميلاد قناتين تلفزيونيتين جديدتين هما بربر موسيقى وبربر الشباب.

## المقر
يوجد المقر الرئيسي والرسمي للتلفزيون بمدينة مونتروي بفرنسا، 1 شارع دو ماريه 93100 مونروي.

## البث
تبث القناة عبر الكابل وكذا الإنترنت ADSL في فرنسا وتغطي من خلال القمر الصناعي منطقة أوروبا، شمال أفريقيا وأمريكا الشمالية.